# Scambophyllum basileus
Scambophyllum basileus är en insektsart som beskrevs av Heinrich Hugo Karny 1926. Scambophyllum basileus ingår i släktet Scambophyllum och familjen vårtbitare. Inga underarter finns listade i Catalogue of Life.